# Medvjeđa špilja (morska)
Medvjeđa špilja (morska) este o arie protejată (sit de importanță comunitară — SCI) din Croația întinsă pe o suprafață de 0,78 ha, integral marine.

## Localizare
Centrul sitului Medvjeđa špilja (morska) este situat la coordonatele 44°36′20″N 14°24′29″E / 44.605527°N 14.408192°E.

## Înființare
Situl Medvjeđa špilja (morska) a fost declarat sit de importanță comunitară în iulie 2013 pentru a proteja un număr necunoscut de specii din flora spontană și fauna sălbatică aflate în arealul zonei.

## Biodiversitate
Situată în ecoregiunea marină mediteraneană, aria protejată conține 1 habitat natural: Peșteri marine scufundate complet sau parțial.
La baza desemnării sitului se află un număr nedeclarat de specii protejate.